# Hollywoodland
Hollywoodland es una película de misterio neo-noir estadounidense de 2006 dirigida por Allen Coulter y escrita por Paul Bernbaum. La historia presenta un relato ficticio de las circunstancias que rodearon la muerte del actor George Reeves (interpretado por Ben Affleck), la estrella de la película de los años 1950 Superman and the Mole Men y la serie de televisión Aventuras de Superman. Adrien Brody interpreta a un personaje de ficción, Louis Simo, un detective privado que investiga a Toni Mannix (Diane Lane), quien estuvo involucrado en una larga relación romántica con Reeves y era la esposa de Eddie Mannix (Bob Hoskins), ejecutivo del estudio Metro-Goldwyn-Mayer. Reeves había terminado la aventura y se había comprometido con una mujer más joven, la aspirante a actriz Leonore Lemmon (Robin Tunney).
La producción de Hollywoodland comenzó en 2001 cuando Focus Features compró el guion de Bernbaum, titulado Truth, Justice, and the American Way. Michael y Mark Polish iban a dirigir con Benicio del Toro en el papel principal, pero Focus Features colocó la película en cambio a Miramax Films el año siguiente. Al final, Truth, Justice, and the American Way se convirtió en una producción conjunta entre los dos estudios y la filmación comenzó en mayo de 2005, con el veterano director de televisión Coulter haciendo su largometraje debut como director. Debido a problemas de derechos de autor con DC Comics, la película fue retitulada Hollywoodland y fue lanzada con críticas generalmente positivas.

## Trama
En junio de 1959, Louis Simo (Adrien Brody), un investigador privado de Los Ángeles más interesado en generar ingresos que en la devoción a sus clientes, está espiando a la esposa de un hombre llamado Chester Sinclair para encontrar si ella está siéndole infiel. En una visita a su propia exesposa Laurie, Simo se entera de que su hijo está molesto por la reciente muerte del actor George Reeves, quien interpretó a Superman en la televisión. Reeves fue encontrado muerto dentro de su casa de Beverly Hills con una herida de bala en la cabeza, que la policía dictaminó como un suicidio.
Simo se entera por un excolega de policía que el suicidio de Reeves tiene aspectos que los policías no quieren tocar. Simo, que siente la posibilidad de hacerse un nombre, comienza a investigar y observa varios conflictos aparentes con la versión oficial de la muerte de Reeves. También discute con Laurie por sus fracasos como padre, sobre todo ahora que su hijo parece tan preocupado.
Años antes, en 1951, Reeves (Ben Affleck), cuya carrera como actor se ha estancado desde que apareció en Lo que el viento se llevó, llama la atención de un hermosa mujer y terminan la noche abrazados. Por la mañana, una foto de un periódico le revela a Reeves que la mujer es Toni Mannix, la esposa de Eddie Mannix, el gerente general de Metro-Goldwyn-Mayer.
Temeroso de que una aventura con la esposa de un jefe de estudio destruya lo que queda de su carrera, Reeves está enojado porque Toni no se lo contó. Ella afirma tener una relación abierta con Mannix y le dice que no se preocupe. Toni, mucho más rica, comienza a comprarle regalos caros a Reeves, como una casa, un automóvil y joyas.
Reeves consigue el papel protagonista en la serie de televisión Aventuras de Superman, basada en el héroe del cómic. El papel hace famoso a Reeves y le da un ingreso estable, pero anhela un trabajo más serio y se siente incómodo con el estereotipo que el público tiene de él como Superman, lo que provoca risas por parte del público cuando le ve en la pantalla en un adelanto de la película de guerra De aquí a la eternidad. Después de que los ejecutivos de la película que asistieron a la vista previa escucharon las risitas, su papel antes prominente en la película se redujo drásticamente.
A medida que pasan los años, Reeves se vuelve amargado por ser un hombre mantenido y por Toni por no usar su influencia para ayudarlo en su carrera. Él destruye su traje de Superman para celebrar la cancelación del programa en 1958. También conoce a una joven en Nueva York, la actriz Leonore Lemmon, y deja a Toni por ella. Toni está desconsolada y furiosa y se enfurece por el maltrato de Reeves.
Simo inicialmente sospecha que Leonore podría haber disparado accidentalmente a Reeves durante una discusión e imagina cómo podría haberse desarrollado el escenario. Simo es golpeado en su casa por unos matones, aparentemente trabajando para Mannix, que están tratando de asustarlo para que se retire del caso. Esta, y otras pruebas, llevan a Simo a sospechar que Mannix fue quien mandó asesinar a Reeves. Simo tiene una visión de cómo habría ocurrido el asesinato.
Sinclair asesina a su esposa, después de haberse impacientado esperando el informe de Simo. Un Simo plagado de culpa se emborracha y luego visita la escuela de su hijo, donde su embriaguez asusta al niño. Simo visita al representante de Reeves, Arthur Weissman, quien tiene una película casera que Reeves filmó para promover su trabajo de lucha libre. La tristeza y la decepción de Reeves con su vida son evidentes en las imágenes. La última variación imaginada de Simo sobre la muerte de Reeves concluye con el actor pegándose un tiro. Este es el más vívido de los tres escenarios, y Simo se imagina a sí mismo en el dormitorio de arriba, viendo el suicidio.
Cada una de las escenas imaginadas por Simo comienza con Reeves tocando una guitarra y cantando "Aquellos ojos verdes" en español para los invitados de su casa. Después de cada una de las tres interpretaciones imaginadas, Reeves les dice "Buenas noches" a sus invitados, luego se retira a su habitación de arriba, justo antes del disparo.
La búsqueda de Reeves por el éxito y la comprensión de Simo de los paralelismos con su propia existencia hacen que el detective revalúe su vida. Simo ve otra película casera, suya propia, con Laurie y su hijo en días más felices. Va a la casa de Laurie con traje y corbata, saludando a su hijo con esperanza.

## Elenco
| Personaje               | Actor              |
| ----------------------- | ------------------ |
| Louis Simo              | Adrien Brody       |
| Toni Mannix             | Diane Lane         |
| George Reeves           | Ben Affleck        |
| Eddie Mannix            | Bob Hoskins        |
| Leonore Lemmon          | Robin Tunney       |
| Carol Van Ronkel        | Kathleen Robertson |
| Helen Bessolo           | Lois Smith         |
| Chester Sinclair        | Larry Cedar        |
| Kit Holliday            | Caroline Dhavernas |
| Robert Condon           | Kevin Hare         |
| Laurie Simo             | Molly Parker       |
| Evan Simo               | Zach Mills         |
| Chuck                   | Neil Crone         |
| Del                     | Gareth Williams    |
| Det. Sgt. Jack Paterson | Dash Mihok         |
| Rita Hayworth           | Veronica Watt      |
| Howard Strickling       | Joe Spano          |
| Oficial Daniel Korby    | David J. MacNeil   |

## Producción
Focus Features adquirió un guion de especificaciones escrito por Paul Bernbaum en diciembre de 2001 titulado Truth, Justice, and the American Way. Ellos contactaron con Michael y Mark Polish para dirigir, con Diane Lane adjunta a la coprotagonista, pero Focus colocó la película en venta por pérdidas en junio de 2002. Miramax Films recogió los derechos y esperaba que los hermanos Polish comenzaran a filmar ese año con Benicio del Toro como el protagonista potencial, un rol también considerado para Joaquin Phoenix. Kyle MacLachlan estaba en la carrera para interpretar a George Reeves, después de una audición y de haber trabajado con los hermanos Polish en Northfork, mientras que Hugh Jackman, Colin Firth y Mark Ruffalo fueron los principales contendientes. Sin embargo, los hermanos Polish fueron reemplazados por el director de televisión Allen Coulter debido a diferencias creativas. La filmación se retrasó hasta abril de 2004, y Del Toro todavía estaba vinculado al papel principal, pendiente de las revisiones del guion. Ben Affleck, Dennis Quaid y Viggo Mortensen se agregaron a la lista de actores bajo consideración para George Reeves, junto con Sharon Stone y Annette Bening para Toni Mannix. La película finalmente recibió luz verde cuando el proyecto volvió a Focus Features en 2005, y Howard Korder fue incluido en una reescritura no acreditada del guion de Bernbaum.
Adrien Brody fue elegido como Louis Simo y Affleck finalmente ganó el papel secundario de Reeves. Vio Truth, Justice, and the American Way como una oportunidad para disociarse de las muchas películas de acción de gran presupuesto que había protagonizado. Marcó su primer papel principal o secundario en una película en dos años. "Me sentí realmente infeliz al encontrarme perpetuamente en la mira de las cámaras de los paparazzi y en las revistas de chismes. Este personaje estaba roto, pero también es el arquetipo de todos esos tipos de tipos con los que había interpretado: la versión real, que está dañada y de alguna manera infeliz y tratando de ser algo diferente de lo que es. Y para mí eso lo hizo infinitamente más interesante." Affleck vio los 108 episodios de Aventuras de Superman, se reunió con Jack Larson, el actor que interpretó a Jimmy Olsen en el programa de televisión, leyó varios libros sobre la vida y la muerte de Reeves y ganó 20 libras (9 kg) para parecerse mucho al actor, usando lentes de contacto y sutiles prótesis faciales. Además, escuchó horas de la voz de Reeves en CD para poder obtener la misma entonación y timbre. La filmación comenzó en Toronto, Canadá en mayo de 2005.
Durante su producción, Hollywoodland pasó por muchas rondas para obtener la autorización de Warner Bros. Pictures para usar diferentes aspectos de la personalidad de Reeves en Superman para reflejar la naturaleza real de su carrera. Time Warner es la empresa matriz de Warner Bros. y DC Comics y, como tal, tiene la última palabra en la descripción de los personajes relacionados con sus propiedades. El primer título de la película fue Truth, Justice, and the American Way, el conocido eslogan patriótico de Superman, pero Warner Bros. amenazó con emprender acciones legales a menos que se cambiara el título de la película para no asociar el eslogan clásico con la muerte de Reeves, especialmente desde que Warner Bros. contaba con la película Superman Returns, que se estrenó unos meses antes, en junio de 2006. Los realizadores cambiaron el título a Hollywoodland, no como un reflejo del dañado Hollywood Sign, sino en referencia al entorno general de movieland en sí. Los realizadores deseaban utilizar la conocida apertura filmada de Aventuras de Superman para dar contexto en Hollywoodland, pero Warner Bros. se negó a autorizar clips del programa en sí. La película recreó la apertura del programa y sustituyó una versión regrabada del tema de apertura.

## Inexactitudes históricas
Hollywoodland se toma libertades con los hechos históricos reales con fines dramáticos. Varios eventos y lugares se condensan para encajar en la película, que incluyen:
- La película afirma que si la primera temporada de Aventuras de Superman fuera exitosa, filmarían en color la segunda temporada. La serie no se filmó en color hasta la tercera temporada.
- Durante una aparición personal en un programa infantil del oeste, George Reeves conoce a un niño con un arma cargada, que casi le dispara balas. Reeves lo convence de que entregue el arma diciéndole que rebotarían en él, pero que lastimarían a transeúntes inocentes. Aunque Reeves repitió esta historia él mismo, los investigadores nunca han podido encontrar nada para corroborar la historia.[12][13]
- La representación de las escenas de Reeves en De aquí a la eternidad, que sufre la burla del público en una proyección de prueba (y el posterior corte de todas sus escenas), es parte de una leyenda urbana mayoritariamente falsa. No se llevó a cabo tal proyección de prueba, y la película terminada supuestamente incluye todas las escenas de Reeves que estaban presentes en el guion de rodaje original. Sin embargo, el nombre de Reeves no aparece en la página de créditos del reparto secundario, lo que da lugar a la implicación de que su presencia, si no su papel, fue algo disminuida. A pesar de la premisa de que el papel de Maylon Stark se redujo, nunca se ha demostrado que existan cortes alternativos de Reeves en la película.[12][14][15]

## Taquilla y crítica
La película generó US$ 14.426.251 en los Estados Unidos con un presupuesto de US$ 14.000.000 aproximadamente, recaudando otros US$ 1.878.000 fuera de Estados Unidos, y US$ 9.140.000 por renta de DVD.
Ben Affleck fue nominado al Globo de Oro por su interpretación de Reeves y ganó la Copa Volpi del Festival de Venecia 2006 por su interpretación.